# Macrostemum pulcherrimum
Macrostemum pulcherrimum là một loài Trichoptera trong họ Hydropsychidae. Chúng phân bố ở vùng nhiệt đới châu Phi.